# Rumunki Nasiegniewskie
Rumunki Nasiegniewskie – część wsi Nasiegniewo położonej w Polsce, w województwie kujawsko-pomorskim, powiecie włocławskim, gminie Fabianki. 
W latach 1975–1998 miejscowość administracyjnie należała do województwa włocławskiego.